# Тенпура
Тенпура је јапанско јело које се обично припрема поховањем морских плодова и поврћа

## Опште информације
Јело је настало под утицајем техника кувања пржењем које су донели Португалци Кватри који су боравили у Нагасакију у 16. веку. Разни речници наводе два могућа корена речи овог јела. Могући корени су португалска реч „темперо”, што значи темпирати, врелином третирати. Други могући корен је португалска реч „темпора”, која је сама везана за слично јело које су Португалци спремали за Велики пост.
Када су Португалци дошли у Јапан, Кватри нису јели говеђе ни свињско месо нити живину, највише због слабе доступности меса. Уместо тога, прешли су на пржено поврће и рибу. То је био први додир јапанске културе са прженом и похованом храном. Од тих времена повезују португалску реч темпора (коју су Јапанци изговарали тенпура) са таквом храном.